# Thibault Magnin
Thibault Magnin, né le 12 octobre 2000 à Fribourg en Suisse, est un skieur acrobatique espagnol spécialisé dans le freestyle.

## Carrière
Natif de Fribourg en Suisse, Thibault Magnin a un père suisse et une mère espagnole qu'il perd alors qu'il a 8 ans. Il découvre le ski en Suisse qu'il quitte à 13 ans et choisit de représenter en compétition l'équipe d'Espagne, la première à l'avoir sollicité. Présent lors des Mondiaux junior de ski acrobatique 2018, il y obtient une médaille de bronze en Big air. Il est ensuite présent aux Mondiaux 2019 bien qu'il ne prenne pas le départ du Big air. Aux Mondiaux 2021, il est finaliste du Big air et s'y classe neuvième. Il ambitionne alors de se qualifier pour les Jeux olympiques de 2022. Il subit en mars 2021 une rupture du ligament croisé antérieur du genou gauche, ce qui l'oblige à plusieurs mois de rééducation et il reprend la compétition en Coupe du monde en janvier 2022 où il réussit à obtenir deux tops 10 d'épreuves en slopestyle. Magnin atteint son objectif de participation olympique et est le premier Espagnol, en compagnie de Javier Lliso, à disputer le slopestyle qui a intégré le programme olympique en 2014. Ils sont également présents en Big air qui est une nouvelle épreuve aux Jeux. Magnin termine 28e du Big air. Il est ensuite 29e du slopestyle.
La discipline de prédilection de Magnin est le Big air.

## Palmarès

### Jeux olympiques
| Épreuve / Édition | Big air | Slopestyle |
| ----------------- | ------- | ---------- |
| JO 2022 Pékin     | 28e     | 29e        |

### Championnats du monde
| Épreuve / Édition       | Big air | Slopestyle |
| ----------------------- | ------- | ---------- |
| Mondiaux 2019 Park City | DNS     | -          |
| Mondiaux 2021 Aspen     | 9e      | 20e        |

### Coupe du monde
- Meilleur résultat d'épreuve : 7e

### Championnats du monde junior
| Épreuve / Édition      | Big air | Slopestyle |
| ---------------------- | ------- | ---------- |
| Mondiaux 2018 Cardrona | Bronze  | 11e        |

### Championnats d'Espagne
- 2e du slopestyle en 2022.